# Стрелок (фильм, 1994)
«Стрелок» (англ. Gunmen), также известный под названиями «Стрелки», «Боевики», «Ганмен», «Люди с оружием» и «С оружием в руках» — американский художественный фильм 1994 года, поставленный режиссёром Дераном Сарафьяном.

## Сюжет
400 миллионов долларов, украденных у наркобарона Лумиса, спрятаны на какой-то яхте в одном из южноамериканских заливов. Но сам вор мёртв, и вся надежда найти деньги — его брат Дени Сервиго, мелкий мошенник и вор. За ним теперь охотятся агент Коул Паркер и Армор О’Мэлли, подручный Лумиса. Паркеру удаётся вытащить Сервиго из тюрьмы, и, заключив вынужденный союз, они вместе начинают поиски яхты.

## В ролях
- Кристофер Ламберт — Дени Сервиго
- Марио Ван Пиблз — Коул Паркер
- Денис Лири — Армор О’Мэлли
- Патрик Стюарт — Лумис
- Бренда Бакки — Мария
- Салли Кёркленд — Беннетт
- Ричард Сарафьян — шеф Чавез
- Деран Сарафян — Бишоп
- Кадим Хардисон — Иззи

## Саундтрек
| №                   | Название                                                                                      | Длительность |
| ------------------- | --------------------------------------------------------------------------------------------- | ------------ |
| 1.                  | «Bite the Bullet» (Kid Frost)                                                                 | 4:33         |
| 2.                  | «Gunman» (Big Daddy Kane)                                                                     | 3:17         |
| 3.                  | «Heat It Up» (Rakim)                                                                          | 3:44         |
| 4.                  | «Time to Make the Dough Nutz» (Young Black Teenagers)                                         | 3:51         |
| 5.                  | «I Know You Got Soul» (Eric B. & Rakim)                                                       | 4:35         |
| 6.                  | «Love and Happiness» (Morgan Heritage (на заключительных титрах — в исполнении Грейсона Хью)) | 4:27         |
| 7.                  | «Run Through the Jungle» (Los Lobos)                                                          | 3:46         |
| 8.                  | «Stranger in My Life» (Christopher Williams)                                                  | 4:33         |
| 9.                  | «The House» (Cruzados)                                                                        | 4:08         |
| 10.                 | «Jungle Chase» (John Debney)                                                                  | 1:00         |
| Общая длительность: | Общая длительность:                                                                           | 37:53        |

## Производство
Большая часть фильма снималась в Пуэрто-Вальярте (Мексика).

## Оценки
Ведущий кинокритик журнала Variety Эмануэль Леви назвал фильм «пустым боевиком» с избитым второсортным сюжетом, в котором актёры обременены бессмысленными фразами и действиями своих персонажей. При этом критик дал высокую оценку технической стороне производства, особо отметив профессионализм оператора Хиро Нариты.